# Cuscuta racemosa
- Commons
- Wikispecies

Cuscuta racemosa Mart. é uma planta parasita da família Convolvulaceae. Ela é popularmente chamada de cipó-chumbo, fios-de-ovos, cipó-dourado, aletria, cuscuta e espaguete. No Brasil, geralmente é encontrada parasitando plantas ornamentais.
Como todas as espécies do gênero, a C. racemosa não possui raízes nem folhas verdadeiras, e não há registro de que seja capaz de fazer fotossíntese para sobreviver autotroficamente. Consequentemente, ela depende inteiramente de seus hospedeiros para sobreviver, sendo considerada uma planta holoparasita. No entanto, C. racemosa pode produzir clorofilas quando não está conectada a uma planta hospedeira. Além disso, a espécie produz carotenoides como β-caroteno e licopeno que lhe conferem sua caracterítica cor dourada.
A C. racemosa é usada na medicina popular para combater problemas intestinais e no fígado, além de ser utilizada como diurética e anti-inflamatória.
Como todas as plantas, a C. racemosa possui uma atividade bioelétrica intrínseca. Quando na presença de outras espécies de plantas, foi observado que essa atividade muda de acordo com a espécie que está proxima à cuscuta, sugerindo que a C. racemosa é capaz de reconhecer diferentes espécies de plantas mesmo a uma distância delas. 